# جاستن بريسكيا
جاستن بريسكيا (بالإنجليزية: Justin Brescia)‏ هو مصفف الشعر وموسيقي أمريكي، ولد في 11 مارس 1982 في مقاطعة أورانج في الولايات المتحدة.